# Giuseppe Campoccio
Giuseppe Campoccio, meglio conosciuto come Joe Black (San Candido, 19 ottobre 1966), è un atleta paralimpico italiano, specializzato nelle discipline del getto del peso, lancio del disco e lancio del giavellotto.
Appartenente al Gruppo Sportivo Paralimpico Difesa, è stato Bronzo Mondiale Paralimpico getto del peso categoria F33 Londra 2017, Oro e Argento (disco e peso) agli Invictus Games Toronto 2017 - Olimpiadi per militari feriti in servizio - Oro,peso,Invictus Games Aya 2022 e Campione Europeo Paralimpico del getto del peso categoria (categoria F33) Berlino nel 2018.Il 17 Luglio 2023 ai Campionati Mondiali Paralimpici Parigi 2023 conquista la medaglia d'Argento nel peso F33 ed il Pass Paralimpico Federale per le Paralimpiadi di Parigi 2024. 

Il 16 Aprile 2023 ai Campionati Italiani di Società I° prova territoriale Regione Marche taglia il prestigioso traguardo dei 100 ORI , Vittorie, su 113 gare Nazionali ed Internazionali dal 2016.
Dal 22 al 24 Marzo 2024 si è tenuto a Jesolo la terza tappa del Grand Prix Internazionale d'Italia Jesolo 2024 con all'interno il 1º Campionato del Mondo World Champions Para Athletics Military sotto legida del Comitato Internazionale Sport Militari. Grande risultato con 3 Ori al Grand Prix e 3 Ori e 3 Titoli Mondiali al 1°World Champions Para Athletics Military raggiungendo i 127 ORI, 5 ARGENTI e 3 BRONZI, 135 Medaglie su 139 gare.
Il 25 Febbraio 2025 viene nominato Migliore Atleta Mondiale Militare del 2024 da parte del Consiglio Internazionale Sport Militari , CISM ,con sede in Bruxelles, di cui fanno parte 141 Paesi del Mondo . Primo Atleta Italiano a ricevere tale riconoscimento in 76 anni dalla nascita del CISM
Il 29 Maggio 2025, con delibera del Comitato Italiano Paralimpico gli viene conferita la .Medaglia d'Oro al Valore Atletico

## Biografia
Tenente Colonnello Ruolo d’Onore genio guastatore Alpino contrae un grave incidente in servizio durante un’esercitazione in area Italiana, nel novembre del 1991 viene posto in congedo per causa di servizio e successivamente gli viene riconosciuto da parte del Ministero della Difesa la medaglia di ferito in servizio ed il Ruolo d’Onore.
Appassionato di sport sin dalla giovane età, pratica per circa venti anni le discipline del pugilato categoria +91 kg e del karate Stile Shotokan, per la quale gli viene conferita la cintura nera 1º dan.
Nel gennaio 2015 entra a far parte del Gruppo Sportivo Paralimpico Difesa (GSPD) costituito il 22 dicembre 2014.
Nonostante la grave invalidità, partecipa ai campionati italiani master di atletica categoria M45 (competizione per normodotati) svoltisi a Cassino nel Giugno 2015 riportando un 4º posto nel peso, un 5º posto nel disco ed un 5º posto nel giavellotto.
Nell’agosto 2015, a causa di un’infezione ossea alla gamba destra compromessa nell'incidente in servizio, riporta una cerebrolesione che comprometterà la funzionalità del braccio e della gamba sinistra costringendolo all'uso della sedia a rotelle.
Tutto ciò non gli impedisce di continuare a fare sport ad alti livelli e di occuparsi del sociale per l’integrazione del “mondo dell’handicap” partecipando attivamente alla diffusione, tramite manifestazioni e convegni, dell’abbattimento delle barriere architettoniche e soprattutto mentali.
In due anni e mezzo di attività sportiva riceve innumerevoli attestati di benemerenza, premi di caratura nazionale, onorificenze da parte del Comune di Cassino e vari enti nazionali, numerosi articoli su quotidiani nazionali ed online, citazioni ed interviste sui libri “Rivincita” e “Facce di vita”, vari attestati di stima e merito da parte degli alti vertici dello Stato nonché un encomio scritto dal Generale C.A. Claudio Graziano.
Presente sul web e sui social network con impatto altamente mediatico, si dedica ad una più ampia diffusione del mondo paralimpico e dell’importanza dello sport quale mezzo fondamentale di riabilitazione psico-fisico post trauma, in prospettiva di impegni sportivi internazionali come i campionati europei di atletica leggera 2018, i campionati del mondo di atletica leggera 2019 ed i XVI Giochi paralimpici estivi di Tokyo 2020.
Il 23 gennaio 2019, dopo oltre 27 anni, in virtù delle innumerevoli imprese in campo agonistico e quindi per meriti sportivi, viene richiamato in servizio da parte del Ministero della Difesa presso il Centro Sportivo Olimpico Esercito come primo ed unico Ufficiale dell’Esercito Italiano con incarico di "Atleta Paralimpico".

### La carriera paralimpica
Nel 2016 classificato nella categoria italiana F34 (cerebrolesione moderata) partecipa a numerosi eventi sportivi di atletica paralimpica a carattere nazionale ed internazionale ottenendo straordinari successi.
Dal 29 settembre 2017 entra a far parte del Club Paralimpico categoria PODIO e del progetto PyeongChang 2018 - Tokyo 2020 - Pechino 2022 quale atleta di caratura internazionale, viene considerato dai Tecnici Federali Paralimpici dei Lanci “uno dei lanciatori più forti, categoria seduti, della storia Italiana”.
(Giuseppe Campoccio)

#### Risultati
Nel marzo 2016 ai Campionati italiani assoluti di atletica leggera indoor di Ancona conquista 3 medaglie d’oro e 3 record Italiani con 7,58 m nel peso, 19,04 m nel disco e 18,30 m nel giavellotto.
Un mese dopo allo stadio Zecchini di Grosseto si svolge il meeting internazionale di Atletica Paralimpica inserito nel circuito IPC Athletics Grand Prix a cui partecipa conseguendo due secondi posti nel lancio del disco e nel getto del peso con il quale stabilisce un nuovo record di 8,18 m.
Nel mese di maggio segna altri record tricolore al CDS FIDAL Lazio: peso 9,05 m; disco 19,64 m e giavellotto 21,43 m.
Ai Campionati Italiani Paralimpici di atletica leggera disputati a Rieti nel luglio 2016 in un giorno si aggiudica due gare e due primati lanciando il peso a 9,12 m e poi il disco a 20,21 m sommando 57 centimetri al suo risultato di maggio, sempre a Rieti.
Con unanimi consensi da parte dello staff tecnico e del presidente della FISPES, Sandrino Porru, gli viene consegnato il prestigioso trofeo “Renato Misturini” quale “miglior atleta dei campionati italiani assoluti paralimpici”.
Nell'ottobre 2016 tre nuovi record nazionali dei Campionati Italiani Paralimpici di Società di atletica leggera svoltisi a Narni portano la sua firma. Il lanciatore F34 del Paralimpico Difesa nella prima giornata fa segnare il nuovo primato di 9,92 m nel peso aggiungendo ben 80 centimetri al suo precedente limite realizzato agli Assoluti di Rieti di luglio, poi si ripete nel disco dove riesce a incrementare di oltre due metri la sua migliore prestazione assoluta con un lancio di 22,62 m. Nella seconda giornata porta quindi il record italiano del giavellotto a 21,94 m (51 centimetri in più).
Nel 2017 la stagione inizia con 3 medaglie d'oro ai XLVIII Campionati italiani assoluti di atletica leggera indoor di Ancona e due nuovi record italiani con 23,00 m nel disco e 22,23 m nel giavellotto.

##### La riclassificazione nella categoria F33
Nel mese di maggio agli Italian Open Championships, tappa di Rieti del World Para Athletics Grand Prix 2017, passa la visita di classificazione internazionale venendo riclassificato F33 (celebrolesione media) e dove si distingue con tre primi posti e nuovi record lanciando il disco a 23,56 m (13 metri oltre il precedente primato tricolore) ed il peso a 10,42 m (record assoluto del peso F33) stabilendo la migliore prestazione stagionale mondiale. Ottiene la tripletta come recordman di Rieti piazzando la sua terza migliore prestazione tricolore di 19,38 m nel giavellotto F33.
I risultati ottenuti nel 2017 lo portano a scalare il ranking mondiale piazzandolo al 2º posto nel peso, 3º nel disco e 3º nel giavellotto.
A giugno 2017 ottiene altre due medaglie d'oro ai Campionati Italiani Paralimpici di atletica leggera tenutisi ad Isernia confermando il suo buon momento di forma con il doppio primato nel disco e peso F33. Nel disco ha effettuato cinque lanci sopra la sua migliore prestazione assoluta di Rieti facendo cadere l’attrezzo a 25,70 m, mentre nel peso ha eguagliato la misura da primato di 10,42 m del mese precedente.
Viene convocato nella nazionale atletica paralimpica per la partecipazione ai Campionati del mondo di atletica leggera paralimpica di Londra 2017 dove, da esordiente nazionale, conquista la medaglia di bronzo nel getto del peso e l’8º posto nel disco in categoria accorpata F33-F34 come unico europeo entrato in finale.
A settembre prende parte agli Invictus Games 2017 di Toronto quale atleta del Gruppo Sportivo Paralimpico Difesa in rappresentanza dell’Italia nelle discipline del peso e disco conquistando l'unica medaglia d'oro del Team Italia nel lancio del disco raggiungendo i 24,81 m e la medaglia d'argento nel getto del peso con 8,18 m.
Nell'anno successivo ad Ancona partecipa ai Campionati Italiani Paralimpici Indoor e Invernali Lanci di marzo 2018 ottenendo 2 record nazionali di assoluto rilievo internazionale e 3 medaglie d'oro grazie alle distanze di 11,01 m nel peso, 24,84 m nel disco e 22,29 m nel giavellotto.
Passano pochi giorni e a Cava de' Tirreni nella Gara Regionale Open “La sfida grande” conquista altre 3 medaglie d'oro.
Nei giorni dal 17 al 20 Maggio 2018 a Rieti compete di nuovo al World Para Athletics Grand Prix 2018 riuscendo a battere i suoi primati, recordman assoluto anche nel disco e nel giavellotto si posiziona al primo posto del ranking mondiale con 11,31 m nel peso, 26,76 m nel disco e 21,94 m nel giavellotto.
A Nembro il 9 e il 10 giugno 2018 la cittadina del Bergamasco ha accolto l’edizione 2018 dei Campionati Italiani Paralimpici di atletica leggera dove Giuseppe Campoccio ottiene gli ennesimi record nei lanci con 12,17 m nel peso, 27,04 m nel disco e 24,50 m nel giavellotto, conservando il primo posto del ranking mondiale ed europeo.
Conquista il titolo di campione europeo 2018 categoria F33 con 11,17 m nel getto del peso a Berlino durante i Campionati Europei Paralimpici 2018 accompagnato da un 4º posto in categoria accorpata F33/F34 nel lancio del giavellotto.
Nella riunione del 24 luglio 2018 la Giunta Nazionale del Comitato Italiano Paralimpico assegna a Giuseppe “Joe Black” Campoccio la medaglia d’argento al valore atletico in virtù dei risultati sportivi conseguiti nell’anno 2017.
Il 27 e 28 Ottobre 2018 si battezza in Italia ad Ancona la prima edizione del World Para Athletics Throwing Challenge per la quale Giuseppe Campoccio è stato nominato atleta testimonial dell’evento, in anteprima del circuito mondiale dei lanci 2018.
Risulterà in seguito vincitore del World Para Athletics Throwing Challenge 2018 ad Ancona su tutte e tre le specialità di lanci.
Il 2019 comincia in maniera straordinaria con le vittorie del World Para Athletics Throwing Challenge 2019 ad Ancona su tutte e tre le specialità di lanci e continua l'anno con tutte le 6 vittorie su 3 discipline nelle gare Nazionali. Un anno costellato di vittorie fino ai Mondiali Paralimpici di Dubai dove a causa di un affaticamento muscolare non riesce ad andare a Podio ma con il 4`posto conquistato porta a casa la SLOT PARALIMPICA per le PARALIMPIADI di Tokyo 2020.
Fine 2019 ed tutto il 2020 e 2021 il Mondo intero si ferma per il COVID 19. Tutti i eventi sportivi sono rimandati nel 2021 sotto grandissime restrizioni sanitarie comprese le Olimpiadi e Paralimpiadi di Tokyo. 
Ad Aprile 2021 si svolge il Grand Prix Internazionale di Jesolo dove vengono svolte le visite di conferma classificazione per le Paralimpiadi di Tokyo Agosto /Settembre ma una commissione internazionale di verifica, per la prima volta in assoluto, non la conferma asserendo un miglioramento fisico funzionale della patologia ponendo la nuova verifica funziinale a Gennaio 2022. 
Il sogno di Tokyo, dopo 5 anni di lunga preparazione, si infrange nel momento in cui non arriva la conversione in Nazionale per le Paralimpiadi. 
A Marzo 2022 una nuova commissione di verifica riporta tutto come in origine... Ricomincia il Sogno Paralimpico Parigi 2024...
Il 2022 si conclude con 27 gare Nazionali ed Internazionali portando a casa 25 Ori un Argento ed un 5 posto categoria accorpata.
Il 2023, l'anno Mondiale valido per le Slot Paralimpiche di Parigi 2024 riconferma uno stato di forma straordinario con 25 gare di cui 24 Ori è un ARGENTO Mondiale e la SLOT PARALIMPICA.
Il 2024 parte con le più rosee aspettative per le Paralimpiadi di Parigi 2024. Lo stato di forma è eccezionale, all'Esercito stagionale si aggiudica 3 Ori e 3 Titoli Italiani Invernali ai Campionati di Ancona per poi riconfermarsi nella Prova Regionale di Società con Asd Anthropos vincendo 3 Ori nelle tre diverse discipline. Nel Marzo del 2024 partecipa al Grand Prix di Jesolo 2024 in concomitanza con il Primo Mondiale Militare Paralimpico della Storia indetta dal CISM Consiglio Internazionale Sport Militari sbaragliando la temutissima concorrenza conquistando 3 Ori al Grand Prix e 3 Ori al Mondiale Militare.
Passano pochi mesi e si avvicinano le visite di idoneità per le Paralimpiadi di Parigi 2024. Purtroppo durante questo percorso i medici del CONI decidono di fare ulteriori accertamenti medici di controllo che comprometteranno la partecipazione alle Paralimpiadi. Si infrange per la seconda volta il Sogno della competizione Paralimpica. Un Atleta straordinario che ha portato 2 Slot Paralimpiche, conquistate sul campo con prestazioni eccelse, alla Federazione Italiana sia per Tokyo 2020 che per Parigi 2024.
Per i risultati ottenuti nel 2024 il Consiglio Internazionale Sport Militari, CISM, organo internazionale della sport militare che rappresenta 141 Paesi al Mondo, lo candida come rappresentante per l'Italia, per la nomina del Grammy Sport 2024 miglior Atleta Mondiale Militare 2024.
Il 25 Febbraio 2025 il Consiglio Internazionale Sport Militari, CISM con sede a Bruxelles, nomina il Ten.Col.R.O Giuseppe Campoccio come Miglior Atleta Militare Mondiale dell'anno 2024,in 76 anni di storia del CISM è il primo italiano a ricevere questo prestigioso ed ambito riconoscimento. La cerimonia di consegna avverrà a maggio 2025 a Colombo, capitale dello Sry Lanka in occasione della Assemblea Generale Annuale del CISM.

## Record nazionali
- Classificazione F34
- Getto del peso paralimpico F34: 10,06 m ( Macerata, 31 Luglio 2021)
- Lancio del disco paralimpico F34: 24,75 m ( Macerata, 31 Luglio 2021)
- Lancio del giavellotto paralimpico F34: 22,90 m ( Macerata, 26 Marzo 2022)
- Classificazione F33
- Getto del peso paralimpico F33: 12,17 m ( Nembro, 10 giugno 2018)
- Lancio del disco paralimpico F33: 27,04 m ( Nembro, 10 giugno 2018)
- Lancio del giavellotto paralimpico F33: 26,72 m ( Roma, 22 ottobre 2023)

- n.34 Record Nazionali ()
- Peso n.11 Record ()
- Disco n.10 Record ()
- Giavellotto n.13 Record ()

## Titoli Nazionali
- Titoli Italiani () Invernali n.20
- Titoli Italiani () Assoluti n.16

## Campionati di Società
2021
Sotto legida della ASD ANTHROPOS Civitanova Marche
 Assoluto Societari
 Categoria Giovanile Maschile
 Categoria Promozionale Maschile
2022
Sotto legida della ASD ANTHROPOS Civitanova Marche
 Assoluto Societari
 Categoria Promozionale Maschile
2023
Sotto legida della ASD ANTHROPOS Civitanova Marche
 Assoluto Societari
 Categoria Promozionale Maschile
 Categoria Promozionale Maschile Giovanile

## Coppa Italia Lanci
2021
Sotto legida della ASD ANTHROPOS Civiatanova Marche
 Categoria Promozionale Maschile 
 Categoria Assoluti Maschile 
2022
 Categoria Promozionale Maschile 
 Categoria Assoluti Maschile 
2023
 Categoria Promozionale Maschile 
 Categoria Assoluti Maschile 
2024
 Categoria Promozionale Maschile 
 Categoria Assoluti Maschile 

## Palmarès
| Anno | Manifestazione                          | Sede      | Evento                        | Risultato | Prestazione | Note |
| ---- | --------------------------------------- | --------- | ----------------------------- | --------- | ----------- | ---- |
| 2017 | Mondiali paralimpici                    | Londra    | Getto del peso F33-34         | Bronzo    | 9,60 m      |      |
| 2017 | Mondiali paralimpici                    | Londra    | Lancio del disco F33-34       | 8º        |             |      |
| 2017 | Invictus Games                          | Toronto   | Getto del peso F33            | Argento   | 8,18 m      |      |
| 2017 | Invictus Games                          | Toronto   | Lancio del disco F33          | Oro       | 24,81 m     |      |
| 2018 | Europei paralimpici                     | Berlino   | Getto del peso F33            | Oro       | 11,17 m     |      |
| 2018 | Europei paralimpici                     | Berlino   | Lancio del giavellotto F33-34 | 4º        |             |      |
| 2018 | World Para Athletics Throwing Challenge | Ancona    | Getto del peso F33            | Oro       | 11,82 m     |      |
| 2018 | World Para Athletics Throwing Challenge | Ancona    | Lancio del giavellotto F33    | Oro       | 24,48 m     |      |
| 2018 | World Para Athletics Throwing Challenge | Ancona    | Lancio del disco F33          | Oro       | 25,91 m     |      |
| 2019 | World Para Athletics Throwing Challenge | Ancona    | Getto del peso F33            | Oro       | 11,53 m     |      |
| 2019 | World Para Athletics Throwing Challenge | Ancona    | Lancio del giavellotto F33    | Oro       | 24.93 m     |      |
| 2019 | World Para Athletics Throwing Challenge | Ancona    | Lancio del disco F33          | Oro       | 26,27 m     |      |
| 2019 | Mondiali paralimpici                    | Dubai     | Getto del peso F33            | 4º        | 10,66 m     |      |
| 2021 | Europei paralimpici                     | Bydgoszcz | Getto del peso F34            | 5°        | 9,33 m      |      |
| 2022 | Invictus Games                          | Aya       | Getto del peso IF6            | Oro       | 9,19 m      |      |
| 2023 | Mondiali paralimpici                    | Parigi    | Getto del peso F33            | Argento   | 11,42 m     |      |

## Campionati nazionali
2016
- Oro ai campionati italiani paralimpici indoor(Ancona), getto del peso F34 - 7,58 m
- Oro ai campionati italiani paralimpici indoor(Ancona), lancio del disco F34 - 19,04 m
- Oro ai campionati italiani Paralimpici indoor(Ancona), lancio del giavellotto F34 - 18,30 m

2017
- Oro ai campionati italiani paralimpici (Isernia), getto del peso F33 - 10,42 m
- Oro ai campionati italiani paralimpici (Isernia), lancio del disco F33 - 20,70 m

2018
- Oro ai campionati italiani paralimpici indoor (Ancona), getto del peso F33 - 11,01 m
- Oro ai campionati italiani paralimpici indoor (Ancona), lancio del disco F33 - 24,84 m
- Oro ai campionati italiani paralimpici indoor (Ancona), lancio del giavellotto F33 - 22,29 m
- Oro ai campionati italiani paralimpici (Nembro), getto del peso F33 - 12,17 m
- Oro ai campionati italiani paralimpici (Nembro), lancio del disco F33 - 27,04 m
- Oro ai campionati italiani paralimpici (Nembro), lancio del giavellotto F33 - 24,50 m

2019
- Oro ai campionati italiani paralimpici (Jesolo), getto del peso F33 - 11,28 m
- Oro nella finale della Coppa Italia Lanci (Narni), getto del peso F33 - 11,00 m

2020
- Oro ai Campionati Italiani di Società

(Roma), getto del peso F33 - 
11,26 m
- Oro nella Finale Coppa Italia Lanci

(Narni), getto del peso F33 -
10,87 m
2021
- Oro Coppa Italia Lanci

(Roma), getto del peso F33 -
10,44 m
- Oro Campionati Regionali di Società

(Ancona), getto del peso F34 -
9,58 m
- Oro Campionati Italiani Assoluti

(Concesio, getto del peso F34 -
9,34 m
- Oro Campionati di Società Regione Marche e II°Prova Coppa Italia Lanci

(Macerata, getto del peso F34 - 10,06 m 
- Oro Campionati di Società Regione Marche e II°Prova Coppa Italia Lanci

(Macerata, lancio del disco F34 - 24,75 m 
- Oro Campionati di Società Regione Marche e II°Prova Coppa Italia Lanci

(Macerata, giavellotto F34 - 21,60 m
- Oro Finali Campionati di Società e III°Prova Coppa Italia Lanci

(Gravellona Toce, getto del peso F34 - 9,55 m
- Oro Finali Campionati di Società e III°Prova Coppa Italia Lanci

(Gravellona Toce, lancio del disco F34 - 22,83 m 
- Oro Finali Campionati di Società e III°Prova Coppa Italia Lanci

(Gravellona Toce, giavellotto F34 - 20,71 m
- Oro Finali Coppa Italia Lanci

(Roma, getto del peso F34 - 9,54 m
- Oro Finali Coppa Italia Lanci

(Roma, lancio del disco F34 - 22,84 m 
- Oro Finali Coppa Italia Lanci

(Roma, giavellotto F34 - 22,58 m 
2022
- Oro Campionati Italiani Paralimpici Invernali

(Ancona, getto del peso F34 -
9,77 m
- Oro Campionati Italiani Paralimpici Invernali

(Ancona, lancio del disco F34 - 22,66 m
- Oro Campionati Italiani Paralimpici Invernali

(Ancona, lancio del giavellotto F34 - 21,94 m
- Oro II Prova Coppa Italia Lanci

(Macerata, getto del peso F34 - 9,95 m
- Oro II Prova Coppa Italia Lanci

(Macerata, lancio del disco F34 - 23,12 m
- Oro II Prova Coppa Italia Lanci

(Macerata, lancio del giavellotto F34 - 22,90 m

- Oro 1ª Prova Campionati Italiani di Società Marche /Abruzzo

(San Benedetto del Tronto), getto del peso F33 - 
10,75 m
- Oro 1ª Prova Campionati Italiani di Società Marche /Abruzzo

(San Benedetto del Tronto),lancio del disco F33 - 
25,00 m
- Oro 1ª Prova Campionati Italiani di Società Marche /Abruzzo

(San Benedetto del Tronto), lancio del giavellotto F33 - 
22,82 m
- Oro ai campionati italiani paralimpici Assoluti (Padova), getto del peso F33 - 10,43m
- Oro ai campionati italiani Paralimpici Assoluti (Padova), lancio del disco F33 - 22,44m
- Oro ai campionati italiani Paralimpici Assoluti (Padova), lancio del giavellotto F33 - 22,69 m
- Oro 2ª Prova Campionati Italiani di Società e Coppa Italia Lanci Marche

(Macerata), getto del peso F33 - 10,36 m
- Oro 2ª Prova Campionati Italiani di Società e Coppa Italia Lanci Marche

(Fermo),lancio del disco F33 - 22,90 m
- Oro 2ª Prova Campionati Italiani di Società e Coppa Italia Lanci Marche

(Fermo), lancio del giavellotto F33 - 
24,84 m
- Oro Finale Campionati Italiani di Società

(Brescia), getto del peso F33 - 10,45 m
- Oro Finale Campionati Italiani di Società

(Brescia), lancio del disco F33 - 22,24 m
- Oro Finale Campionati Italiani di Società

(Brescia), lancio del giavellotto F33 - 22,07 m
- Oro Finale Coppa Italia Lanci

(Roma), getto del peso F33 - 11,18 m
- Oro Finale Coppa Italia Lanci

(Roma), lancio del disco F33 - 23,55 m
- Oro Finale Coppa Italia Lanci

(Roma), lancio del giavellotto F33 - 22,14 m
2023
- Oro ai campionati italiani paralimpici indoor (Ancona), getto del peso F33 - 10,70m
- Oro ai campionati italiani paralimpici indoor (Ancona), lancio del disco F33 - 23,67 m
- Oro ai campionati italiani paralimpici indoor (Ancona), lancio del giavellotto F33 - 22,85 m
- Oro II Prova Coppa Italia Lanci

(Macerata, getto del peso F33 - 11,57 m
- Oro II Prova Coppa Italia Lanci

(Macerata, lancio del disco F33 - 24,37m
- Oro II Prova Coppa Italia Lanci

(Macerata, lancio del giavellotto F33 - 22,49 m
- Oro 1ª Prova Campionati Italiani di Società Marche

(Macerata), lancio del disco F33 - 
25,53 m
- Oro 1ª Prova Campionati Italiani di Società Marche

(Civitanova Marche), lancio del giavellotto F33 - 
24,00 m
- Oro 1ª Prova Campionati Italiani di Società Marche

(Civitanova Marche), getto del peso F33 - 
11,64 m
- Oro ai campionati italiani paralimpici Assoluti (Padova), getto del peso F33 - 11,36 m
- Oro ai campionati italiani Paralimpici Assoluti (Padova), lancio del disco F33 - 23,30 m
- Oro ai campionati italiani Paralimpici Assoluti (Padova), lancio del giavellotto F33 - 25,11 m
- Oro 2ª Prova Territoriale CDS e Coppa Italia Lanci (Macerata}, lancio del disco F33 - 23,00 m
- Oro 2ª Prova Territoriale CDS e Coppa Italia Lanci (Macerata}, getto del peso F33 - 11,43 m
- Oro 2ª Prova Territoriale CDS e Coppa Italia Lanci (Macerata}, lancio del giavellotto F33 - 26,29 m
- Oro Finale Campionati Italiani di Società

(Modena), getto del peso F33 - 10,97 m
- Oro Finale Campionati Italiani di Società

(Modena), lancio del disco F33 - 23,13 m
- Oro Finale Campionati Italiani di Società

(Modena), lancio del giavellotto F33 - 24,15 m
- Oro Finale Coppa Italia Lanci

(Roma), getto del peso F33 - 11,30 m
- Oro Finale Coppa Italia Lanci

(Roma), lancio del disco F33 - 22,00 m
- Oro Finale Coppa Italia Lanci

(Roma), lancio del giavellotto F33 - 26,72 m

2024
- Oro ai campionati italiani paralimpici indoor (Ancona), getto del peso F33 - 11,01 m
- Oro ai campionati italiani paralimpici indoor (Ancona), lancio del disco F33 - 21,42 m
- Oro ai campionati italiani paralimpici indoor (Ancona), lancio del giavellotto F33 - 24,43 m
- Oro 1 Prova Campionati di Società Regione Marche e 1 Prova Coppa Italia Lanci

(Civitanova Marche), getto del peso F33 - 11,35 m
- Oro 1 Prova Campionati di Società Regione Marche e I°Prova Coppa Italia Lanci

(Macerata), Disco F33 - 23,21 m
- Oro 1 Prova Campionati di Società Regione Marche e I°Prova Coppa Italia Lanci

(Macerata), Giavellotto F33 - 25,13 m

## Altre competizioni internazionali
2016
- Argento al World Para Athletics Grand Prix ( Grosseto), getto del peso F34 - 8,18 m
- Bronzo al World Para Athletics Grand Prix ( Grosseto), lancio del disco F34 - 18,54 m

2017
- Oro al World Para Athletics Grand Prix ( Rieti), getto del peso F33 - 10,42 m
- Oro al World Para Athletics Grand Prix ( Rieti), lancio del disco F33 - 23,56 m
- Oro al World Para Athletics Grand Prix ( Rieti), lancio del giavellotto F33 - 19,38 m

2018
- Oro al World Para Athletics Grand Prix ( Rieti), getto del peso F33 - 11,31 m
- Oro al World Para Athletics Grand Prix ( Rieti), lancio del disco F33 - 26,76 m
- Oro al World Para Athletics Grand Prix ( Rieti), lancio del giavellotto F33 - 21,94 m
- Oro ai World Winter Challenge ( Ancona), getto del peso F33 - 11,82 m
- Oro ai World Winter Challenge ( Ancona), lancio del disco F33 - 25,91 m
- Oro ai World Winter Challenge ( Ancona), lancio del giavellotto F33 - 24,48 m

2019
- Oro al World Para Athletics Throwing Challenge ( Ancona), getto del peso F33 - 11,53 m
- Oro al World Para Athletics Throwing Challenge ( Ancona), lancio del disco F33 - 26,27 m
- Oro al World Para Athletics Throwing Challenge ( Ancona), lancio del giavellotto F33 - 24.93 m
- Oro al World Para Athletics Grand Prix ( Grosseto), getto del peso F33 - 11,49 m
- Oro al World Para Athletics Grand Prix ( Grosseto), lancio del disco F33 - 24,79 m
- Oro al World Para Athletics Grand Prix ( Grosseto), lancio del giavellotto F33 - 23,21 m

2021
- Bronzo al World Para Athletics Grand Prix ( Jesolo), getto del peso F34 - 8,88 m

2022
- Oro al World Para Athletics Grand Prix ( Jesolo), getto del peso F33 - 10,88 m
- Oro al World Para Athletics Grand Prix ( Jesolo), lancio del disco F33 - 22,54 m
- Oro al World Para Athletics Grand Prix ( Jesolo), lancio del giavellotto F33 - 22,18 m
- Argento al World Para Athletics Grand Prix ( Parigi), giavellotto F33/F34 accorpata - 24,28 m
- 5ºposto al World Para Athletics Grand Prix ( Parigi, getto del peso F32/F33 accorpata - 10,84 m
- Oro Invictus Games Olanda Aya), getto del peso F6 4kg - 9,19 m

2023
- Oro al World Para Athletics Grand Prix ( Jesolo), getto del peso F33 - 10,91 m
- Oro al World Para Athletics Grand Prix ( Jesolo), lancio del disco F33 - 25,20 m
- Oro al World Para Athletics Grand Prix ( Jesolo), lancio del giavellotto F33 - 23,02 m

2024
- Oro al World Para Athletics Grand Prix ( Jesolo), getto del peso F33 - 10,41 m
- Oro al World Para Athletics Grand Prix ( Jesolo), lancio del disco F33 - 21,14m
- Oro al World Para Athletics Grand Prix ( Jesolo), lancio del giavellotto F33 - 21,21 m
- Oro al 1°World Champions Para Athletics Military ( Jesolo), getto del peso F33 - 10,41 m
- Oro al 1°World Champions Para Athletics Military ( Jesolo), lancio del disco F33 - 21,14 m
- Oro al 1°World Champions Para Athletics Military ( Jesolo), lancio del giavellotto F33 - 21,21 m

## Statistiche
- Gare disputate dal 2016 al 2024
- n. 139
- Italiane n. 97

 n. 97 Ori
- Internazionali n. 41
- n. 30 Ori
- n. 4 Argenti
- n. 3 Bronzo
- n. 2 quarto posto gara accorpata
- n. 2 quinto posto gara accorpata
- n. 1 ottavo posto gara accorpata
- n. 1 decimo posto gara accorpata

- Totale Medagliere
- n.127 Ori
- n.5 Argenti
- n.3 Bronzo
- Percentuale Vittorie
- 100%

94 Vittorie su 94 gare Italiane 
- 91,37%

127 Vittorie su 139 gare disputate 
- Percentuale Podi
- 97,12%

135 Podi su 139 gare disputate

## Onorificenze
- Nomina nel 2018 da parte del Comune di Cassino di Ambasciatore dello Sport nel Mondo per la Città di Cassino

- Benemerenza 2018 da parte della Dea Sport Onlus per meriti sportivi

- Benemerenza 2019 da parte dell'Unione Nazionale Veterani dello Sport per meriti sportivi - sez. Giulio Onesti di Roma

- Pubblico Encomio e Cittadinanza Onoraria 2019 da parte del Comune di Assoro (EN) per le altissime doti umane e sociali e meriti sportivi

- Nomina ATLETA AZZURRO D'ITALIA  2024 da parte dell'Associazione Nazionale Atleti Olimpici e Azzurri d'Italia Sez. Castelli Romani

- Conferimento decorazione Croce con Spade al Merito Melitense da parte del Sovrano Militare Ordine Ospedaliero di San Giovanni in Gerusalemme di Rodi e di Malta

- Il 25 Febbraio 2025 viene nominato Migliore Atleta Mondiale Militare del 2024 da parte del Consiglio Internazionale Sport Militari , CISM ,con sede in Bruxelles, di cui fanno parte 141 Paesi del Mondo . Primo Atleta Italiano a ricevere tale riconoscimento in 76 anni dalla nascita del CISM

## Premi e Riconoscimenti
- Italian Sport Awads Oscar dello Sport 2016
- Trofeo Renato Misturini 2016 (Fispes)
- Targa in argento Elogio per meriti Sportivi, Umani e Sociali 2016 Città di Cassino
- Trofeo Rieti Sport Festival 2017 Città di Rieti
- Medaglia di Bronzo 70ºAnniversario distruzione di Cassino 1944/2014 . Città di Cassino 2017
- Medaglia di Bronzo 50º Anniversario San Benedetto Patrono d'Europa. Città di Cassino 2017
- Sigillo di Bronzo "Sol per Noctem" Università degli studi di Cassino e del Lazio Meridionale 2018
- Trofeo "Viola Club Go Women's" 2019
- Titolo di "Ambasciatore di Pace" 2019 . Associazione Cassino Città per la Pace.

- Premio Internazionale CASSINO CITTÀ PER LA PACE I°Edizione 2022
- Expo AID Rimini 2023, foto su cartolina filatelica. "IO PERSONA AL CENTRO"ad edizione limitata (500 pezzi in tutta Italia) con annullo postale dedicato del 22 Settembre 2023
- Targa Provincia di Frosinone per Meriti Sportivi e Sociali 2023
- Nomina di Migliore Atleta Mondiale Militare del 2024 da parte de Consiglio Internazionale Sport Militari, CISM con sede in Bruxelles.